# Culo
«Culo» (рус. "Задница") — песня американо-кубинского хип-хоп-исполнителя Питбуля. Спродюсировал и принял участие в записи рэпер Лил Джон. Это был его первый и главный сингл с его дебютного альбома M.I.A.M.I.. За счёт использования ямайской музыки риддим, в песне присутствует семпл из хита Нины Скай «Move Ya Body» при участии Джаббы. В песне также присутствует семпл певца Mr. Vegas сингл «Pull Up», из-за которого Питбуль и Лил Джон судились с ним.
Сингл достиг 32 строки в Billboard Hot 100, 45 в Hot R&B/Hip-Hop Singles & Tracks и 11 в Hot Rap Tracks. В ремиксе на песню приняли участие Лил Джон и Иви Куин. Эта песня была включена в список Billboard 12 Best Dancehall & Reggaeton Choruses of the 21st Century под номером двенадцать.

## Позиции в чартах
| Чарты (2004)                         | Наивысшая позиция |
| ------------------------------------ | ----------------- |
| US Billboard Hot 100                 | 32                |
| US Hot R&B/Hip-Hop Songs (Billboard) | 45                |
| US Rap Songs (Billboard)             | 11                |
| US Radio Songs                       | 30                |